# Murania
La Murania (ufficialmente in sloveno Pomurska statistična regija) è una delle 12 regioni statistiche della Slovenia e prende il nome dal fiume Mura. Comprende la provincia storica dell'Oltremura e parte della provincia storica della Stiria.
Il suo capoluogo è Murska Sobota.

## Geografia antropica

### Suddivisioni amministrative
Ne fanno parte una città e i seguenti 27 comuni:
| Stemma | Comune                  | Mappa | Superficie km² | Popolazione | Densità Ab./km² |
| ------ | ----------------------- | ----- | -------------- | ----------- | --------------- |
|        | Apače                   |       | 53,5           | 3.623       | 68              |
|        | Beltinci                |       | 62,2           | 8.334       | 134             |
|        | Cankova                 |       | 30,6           | 1.850       | 60              |
|        | Črenšovci               |       | 33,7           | 4.021       | 119             |
|        | Dobrovnik               |       | 31,1           | 1.279       | 41              |
|        | Gornja Radgona          |       | 74,6           | 8.517       | 114             |
|        | Gornji Petrovci         |       | 66,8           | 2.100       | 31              |
|        | Grad                    |       | 37,4           | 2.207       | 59              |
|        | Hodoš                   |       | 18,1           | 356         | 20              |
|        | Kobilje                 |       | 19,7           | 624         | 32              |
|        | Križevci                |       | 46,2           | 3.702       | 80              |
|        | Kuzma                   |       | 22,9           | 1.584       | 69              |
|        | Lendava                 |       | 122,9          | 10.609      | 86              |
|        | Ljutomer                |       | 107,2          | 11.573      | 108             |
|        | Moravske Toplice        |       | 144,5          | 5.862       | 41              |
|        | Murska Sobota           |       | 64,4           | 19.016      | 295             |
|        | Odranci                 |       | 6,9            | 1.628       | 236             |
|        | Puconci                 |       | 107,7          | 6.067       | 56              |
|        | Radenci                 |       | 34,1           | 5.216       | 153             |
|        | Razkrižje               |       | 9,8            | 1.296       | 132             |
|        | Rogašovci               |       | 40,1           | 3.167       | 79              |
|        | Sveti Jurij ob Ščavnici |       | 51,3           | 2.861       | 56              |
|        | Šalovci                 |       | 58,2           | 1.493       | 26              |
|        | Tišina                  |       | 38,8           | 4.107       | 106             |
|        | Turnišče                |       | 23,8           | 3.321       | 140             |
|        | Velika Polana           |       | 18,7           | 1.567       | 78              |
|        | Veržej                  |       | 12,0           | 1.296       | 108             |
|        | Totale                  |       | 1.337,2        | 117.165     | 88              |

| Controllo di autorità | ISNI (EN) 0000 0004 0527 9354 |